# NGC 279
NGC 279 là một thiên hà dạng hạt đậu trong chòm sao Kình Ngư. Nó được phát hiện vào ngày 1 tháng 10 năm 1785 bởi William Herschel.